# Livingston (Tennessee)
Livingston – miasto w Stanach Zjednoczonych, w stanie Tennessee, siedziba administracyjna hrabstwa Overton.